# Wilhelm Frerker

Wilhelm Frerker

Wilhelm Frerker (* 9. Februar 1859 in Ankum bei Osnabrück; † 26. Dezember 1945 in Rheine) war ein katholischer Bäckermeister in Rheine und Mitglied der Zentrumspartei.

## Leben
Frerker besuchte die Volks- und Fortbildungsschule in Ankum, bevor er eine Bäckerlehre im väterlichen Geschäft absolviert und Geselle in Bremen wurde. Von 1873 bis 1876 absolvierte er den Militärdienst. Ab 1891 war Frerker selbständiger Bäckermeister in Rheine, seit 1897 Vorsitzender der Bäckerinnung in Rheine, später sogar Ehrenobermeister. Frerker war Vorstandsmitglied der Handwerkskammer Münster und des westfälisch-lippischen Handwerkerbundes. Seit 1901 war er Stadtverordneter in Rheine und ab 1908 Beigeordneter. Er war Vorsitzender des Kriegervereins in Rheine und Mitglied diverser Führungsgremien der Zentrumspartei.
Frerker war Abgeordneter des Reichstags vom Januar 1912 bis November 1918, gewählt in der 12. Wahlperiode im Wahlkreis Münster 4 (Lüdinghausen – Warendorf – Beckum). Er war außerdem Mitglied der Deutschen Nationalversammlung vom Januar 1919 bis Juni 1920, gewählt im Wahlkreis 17 (Regierungsbezirke Minden, Münster & Lippe).